# Corazziere (1910)
«Кораццьєре» (італ. Corazziere) — ескадрений міноносець ВМС Італії типу «Сольдато» часів Першої світової війни.

## Історія створення
Корабель був закладений 23 жовтня 1905 року  на верфі «Ansaldo» в Генуї. Спущений на воду 11 грудня 1909 року, вступив у стрій 16 травня 1910 року. 

## Історія служби
Есмінець «Кораццьєре» брав участь в італійсько-турецькій війні.
29-30 вересня 1911 року він взяв участь у бою біля Превези, під час якого було потоплено 3 турецькі міноносці і захоплений один допоміжний крейсер.
Після вступу Італії у Першу світову війну «Кораццьєре» був включений до складу III ескадри есмінців (разом з однотипними «Артільєре», «Ланчере», «Берсальєре» і «Гарібальдіно»), яка базувалась у Бріндізіi.
24 травня 1915 року разом з «Берсальєре» прикривав атаку «Дзеффіро» проти порту Градо, обстрілявши при цьому австро-угорські позиції.
29 травня разом з есмінцями «Альпіно», «Понтьєре», «Ланчере», «Берсальєре», «Артільєре» і «Гарібальдіно» обстріляли хімічний завод «Adria-Werke» в Монфальконе, який виробляв хімічну зброю.
7 червня операція була здійснена ще раз.
23 лютого 1916 року «Кораццьєре» разом з «Гарібальдіно» і «Берсальєре» супроводжував конвой з 12 транспортів та 2 буксирів Дуррес.
У 1921 році «Кораццьєре» був перекласифікований у міноносець. 1 червня 1928 року він був виключений зі складу флоту і зданий на злам.